# Francès canadenc

Distribució del francès al Canadà
1:Anglés 2:Bilingüe 3:Francès

Francès canadenc (en francès: Français canadien) és un terme general que agrupa els diferents dialectes de la llengua francesa que es parlen al Canadà. El francès és l'idioma matern de gairebé set milions de canadencs, xifra que constitueix aproximadament el 22 % de la població nacional. A nivell federal té la condició de cooficial juntament amb l'anglès. Provincialment és oficial quan aquest fet es justifiqui per les xifres del cens, excepte en el cas de Nova Brunswick que és oficialment bilingüe (amb l'anglès), i a Quebec on és l'únic idioma oficial. El francès és també cooficial als tres territoris (Nunavut, Territoris del Nord-oest i Yukon). Tanmateix comprèn les petites comunitats francoparlants de Nova Anglaterra, al nord-est dels Estats Units, on gran nombre de canadencs oriünds del Quebec s'hi van establir durant el segle xix.

## Varietats
- El francès del Quebec es parla a la província del mateix nom. Molt relacionada amb les varietats que són parlades per comunitats de parla francesa en Ontario, l'oest del Canadà, Labrador i a Nova Anglaterra (regió dels Estats Units) Es diferencien principalment pel seu conservadorisme lingüístic. El terme "Laurentí" o "Laurentien" té una aplicació limitada com una etiqueta col·lectiva d'aquestes varietats, i "francès del Quebec" també s'ha utilitzat. La immensa majoria del parla francesa al Canadà és en aquest dialecte, ja que la majoria d'ells viu al Quebec.
- El francès de l'Acàdia és parlat per més de 350.000 acadians en algunes parts de les províncies marítimes del Canadà, Terranova, les Illes de la Magdalena, i la Gaspèsia (Gaspé). És el dialecte del qual descendeix el francès de la Louisiana, la llengua cajun (nom derivat d'una pronunciació col·loquial de la paraula "Acàdia").
- Francès mètis es parla a Manitoba i l'oest del Canadà pel poble Métis, descendents de mares indígenes (concretament la tribu Creï) i pares francesos comerciants durant el comerç de pells. Molts d'ells parlen la llengua creï a part del francès, i amb els anys han desenvolupat una llengua única mixta anomenada Michif mitjançant la combinació de substantius, les xifres, articles i adjectius de la llengua francesa amb els verbs, demostratius, preposicions, pronoms interrogatius i els pronoms personals de la llengua creï. Tant el Michif com el francès Métis estan en greu perill d'extinció.
- El Francès de Terranova és parlat per una petita població en la Península de Port-au-Port de Terranova. Està en perill d'extinció - tant el francès de Quebec com el francès acadià són ara més àmpliament parlats entre els francoparlants de Terranova que el dialecte peninsular distintiu.
- El Francès Brayón (o Francès del Madawaska) es parla a Beauce al Quebec i Madawaska en Nova Brunswick (i l'estat de Maine als Estats Units). Encara que superficialment és un descendent fonològic del francès acadià, posteriors anàlisis revelen que és morfològica i sintàcticament idèntic al francès del Quebec. Es creu que és el resultat d'una anivellació dels dialectes en contacte entre els "québécois" i els colons de l'Acàdia.

## Subvarietats
- Joual: argot de la classe treballadora francòfona del Quebec.
- Chiac: argot barreja del dialecte acadià amb la llengua anglesa.

## Ús històric
El terme francès canadenc solia referir-se específicament al francès del Quebec així com les seves varietats en províncies a l'oest. Això és probablement a causa que el Canadà i Acàdia van ser entitats diferents dins de la Nova França i el Canadà fins a 1867. No obstant això, avui el terme francès canadenc no sol excloure el francès d'Acàdia.
Filogenèticament, el francès del Quebec, el francès Métis, i el francès de Brayon són exemples del francès koiné en el continent americà, mentre que el francès d'Acàdia, el francès cajun, i el francès de Terranova deriven de dialectes originaris de França que no han sofert processos de koineització

## Biligüisme i multiculturalisme o bilingüisme anglès/francès

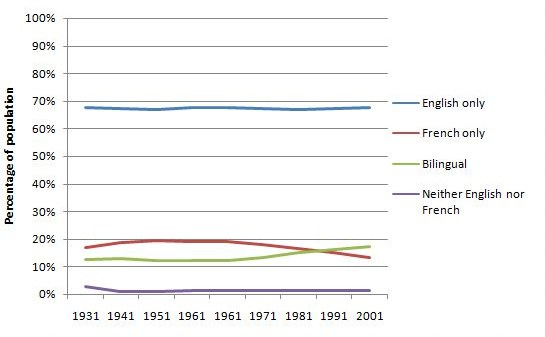
Capacitat dels canadencs de comprendre anglès i francès 1941-2006./>

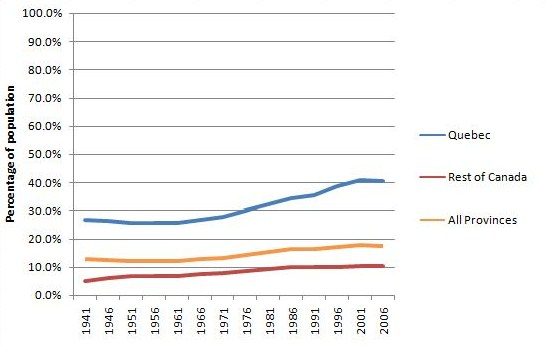
Percentatge de bilingüisme a Canadà, Quebec i la resta del Canadà, 1941-2001.

## El francès fora del Quebec
| Província/Territori      | 1971 | 1981 | 1991 | 1996 |
| ------------------------ | ---- | ---- | ---- | ---- |
| Nova Brunswick           | 0.92 | 0.93 | 0.93 | 0.92 |
| Ontario                  | 0.73 | 0.72 | 0.63 | 0.61 |
| Nova Escòcia             | 0.69 | 0.69 | 0.59 | 0.57 |
| Illa del Príncep Eduard  | 0.60 | 0.64 | 0.53 | 0.53 |
| Manitoba                 | 0.65 | 0.60 | 0.49 | 0.47 |
| Yukon                    | 0.30 | 0.45 | 0.43 | 0.46 |
| Territoris del Nord-oest | 0.50 | 0.51 | 0.47 | 0.43 |
| Terranova i Labrador     | 0.63 | 0.72 | 0.47 | 0.42 |
| Alberta                  | 0.49 | 0.49 | 0.36 | 0.32 |
| Saskatchewan             | 0.50 | 0.41 | 0.33 | 0.29 |
| Colúmbia Britànica       | 0.30 | 0.35 | 0.28 | 0.29 |